# Copa dos Campeões Europeus da FIBA de 1970–71
A Copa dos Campeões Europeus da FIBA de 1970–71 foi a 14ª edição da principal competição europeia de clubes profissionais da Europa conhecida hoje como Euroliga. A final foi sediada na Arena Deurne em Antuérpia, Bélgica, em 8 de abril de 1971.Na ocasião o CSKA Moscou venceu o  Ignis Varèse por 67–53.

## Fase Preliminar
| Equipe 1               | Total   | Equipe 2                  | 1.º jogo | 2.º jogo |
| ---------------------- | ------- | ------------------------- | -------- | -------- |
| Etzella                | 131-177 | 04 Leverkusen             | 72–99    | 59–78    |
| Jeunesse Sportivo Alep | 137-201 | Academic                  | 69–89    | 68–112   |
| Dinamo București       | 195-157 | Union Firestone Ehgartner | 115–56   | 80–101   |
| İTÜ                    | -*      | Partizani Tirana          |          |          |
| Virum                  | 105-259 | Slavia VŠ Praha           | 63–113   | 42–146   |
| Alvik                  | 132–217 | Real Madrid               | 80–99    | 52–118   |
| Tapion Honka           | 127–144 | Śląsk Wrocław             | 66–66    | 61–78    |
| Fiat Stars             | 0–4**   | AŠK Olimpija              | 0-2      | 0-2      |
| ÍR                     | 0–4**   | Olympique Antibes         | 0–2      | 0–2      |
| FUS                    | 124–179 | AEK                       | 80–84    | 44–95    |
| Benfica                | 133–230 | Honvéd                    | 67–112   | 66–118   |

*A FIBA cancelou a partida entre ITÜ e Partizani Tirana, pois a equipe albanesa recusou o deslocamento para a Turquia, em virtude de um surto de cólera. Desta forma o ITÜ foi considerado o vencedor.
**Fiat Stars e ÍR desistiram da competição e  AŠK Olimpija e Olympique Antibes foram promulgado os vencedores.

## Segunda Fase
| Equipe 1          | Total   | Equipe 2         | 1.º jogo | 2.º jogo |
| ----------------- | ------- | ---------------- | -------- | -------- |
| Ignis Varese      | 162-119 | 04 Leverkusen    | 90–50    | 72–69    |
| Standard Liège    | 169-160 | Maccabi Elite    | 107–86   | 62–74    |
| Academic          | 176-146 | Dinamo București | 82–56    | 94–90    |
| İTÜ               | 154-169 | Slavia VŠ Praha  | 77–66    | 77–103   |
| Al-Zamalek        | 127-174 | Real Madrid      | 73–87    | 54–87    |
| Śląsk Wrocław     | 154-163 | AŠK Olimpija     | 60–74    | 94–89    |
| Olympique Antibes | 158-152 | AEK              | 70–58    | 88–94    |
| CSKA Moscow       | 195-139 | Honvéd           | 102–72   | 93–67    |

## Fase de Quartas de Finais
|  | As duas melhores equipes passam para as semifinais |

|    | Clube             | J | Pts | V | D | PF  | PA  | SP  |
| -- | ----------------- | - | --- | - | - | --- | --- | --- |
| 1. | Ignis Varese      | 3 | 6   | 3 | 0 | 515 | 426 | +89 |
| 2. | Slavia VŠ Praha   | 3 | 5   | 2 | 1 | 506 | 508 | -2  |
| 3. | AŠK Olimpija      | 3 | 4   | 1 | 2 | 451 | 470 | -19 |
| 4. | Olympique Antibes | 3 | 3   | 0 | 3 | 461 | 529 | -68 |

|    | Clube          | J | Pts | V | D | PF  | PA  | SP   |
| -- | -------------- | - | --- | - | - | --- | --- | ---- |
| 1. | CSKA Moscou    | 3 | 6   | 3 | 0 | 512 | 417 | +95  |
| 2. | Real Madrid    | 3 | 5   | 2 | 1 | 474 | 433 | +41  |
| 3. | Academic       | 3 | 4   | 1 | 2 | 509 | 495 | +14  |
| 4. | Standard Liège | 3 | 3   | 0 | 3 | 442 | 592 | -150 |

## Semifinais
| Equipe 1        | Total   | Equipe 2    | 1.º jogo | 2.º jogo |
| --------------- | ------- | ----------- | -------- | -------- |
| Ignis Varese    | 148–133 | Real Madrid | 82–59    | 66–74    |
| Slavia VŠ Praha | 150–162 | CSKA Moscow | 83–68    | 67–94    |

## Final
April 8, Arena Deurne, Antwerp
| Equipe 1    | Resultado | Equipe 2     |
| ----------- | --------- | ------------ |
| CSKA Moscou | 67–53     | Ignis Varese |

| Copa dos Campeões da FIBA de 1970–71 Campeões |
| --------------------------------------------- |
| CSKA Moscou 4º Título                         |